# Santa Mercedes (kommun)
Santa Mercedes är en kommun i Brasilien.   Den ligger i delstaten São Paulo, i den södra delen av landet, 700 km sydväst om huvudstaden Brasília. Antalet invånare är 2 831.
Följande samhällen finns i Santa Mercedes:
- Santa Mercedes

Trakten runt Santa Mercedes består i huvudsak av gräsmarker. Runt Santa Mercedes är det ganska tätbefolkat, med 58 invånare per kvadratkilometer.